# Miss República Dominicana 2004
El certamen Miss República Dominicana 2004 se realizó el 3 de abril de 2004. Hubo 35 delegadas en el concurso. La ganadora escogida representó a la República Dominicana en el Miss Universo 2004.

## Resultados
| Resultados                     | Candidatas |
| ------------------------------ | --- |
| Miss República Dominicana 2004 | La Vega - Larimar Fiallo |
| 1ra Finalista                  | San Cristóbal - Isaura Taveras |
| 2da Finalista                  | Santiago - Pamela Sued |
| 3ra Finalista                  | Distrito Nacional - Yadira Geara |
| 4ta Finalista                  | Hato Mayor - Dawilda González |
| 5ta Finalista                  | Bonao - Claudia Cruz |
| Semifinalistas                 | Samaná - Carolyne Aquino San Francisco de Macorís - Johabel Paulino San Juan - Colombia Alcántara San Pedro de Macorís - Annabelle Sosa Santo Domingo Este - Anaylis Cañizares Valverde - Yenny Gómez |

### Premios especiales
- Miss Comunicación - Pamela Sued (Santiago)
- Miss Turquesa - Isaura Taveras (San Cristóbal)
- Miss Cabellera - Yadira Geara (Distrito Nacional)
- Mejor Rostro - Yenny Gómez (Valverde)
- Mejor Traje Típico - Gabriela Estrella (Tamboríl)
- Miss Fotogenica - Claudia Cruz (Bonao)
- Miss Disciplina- María Onfalia Morillo Lozada (Monte Cristi)
- Miss Simpatía - Larimar Fiallo (La Vega)

| Predecesor: Amelia Vega Santiago | Miss República Dominicana 2004 | Sucesor: Renata Soñé Distrito Nacional |

### Puntuaje Final
| \| Representa \| Traje \| Baño \| Promedio \| Preguntas \| \| ------------------------ \| ----- \| ----- \| -------- \| --------- \| \| La Vega \| 8.213 \| 8.793 \| 8.503 \| 9.263 \| \| San Cristóbal \| 9.105 \| 9.235 \| 9.170 \| 9.185 \| \| Santiago \| 9.104 \| 8.862 \| 8.983 \| 9.101 \| \| Distrito Nacional \| 8.761 \| 8.467 \| 8.614 \| 9.051 \| \| Hato Mayor \| 8.434 \| 8.963 \| 8.699 \| 8.823 \| \| Bonao \| 8.932 \| 8.386 \| 8.659 \| 8.802 \| \| San Pedro de Macorís \| 8.602 \| 8.401 \| 8.502 \| \| \| Samaná \| 8.396 \| 8.412 \| 8.404 \| \| \| Valverde \| 8.065 \| 8.149 \| 8.107 \| \| \| San Juan \| 8.258 \| 7.64 \| 8.061 \| \| \| Santo Domingo Este \| 7.967 \| 7.944 \| 7.956 \| \| \| San Francisco de Macorís \| 7.831 \| 7.534 \| 7.683 \| \| | Miss República Dominicana 2004 Primera Finalista Segunda Finalista Tercera Finalista Cuarta Finalista Quinta Finalista Top 12 |       |          |           |
| Representa | Traje | Baño  | Promedio | Preguntas |
| La Vega | 8.213 | 8.793 | 8.503    | 9.263     |
| San Cristóbal | 9.105 | 9.235 | 9.170    | 9.185     |
| Santiago | 9.104 | 8.862 | 8.983    | 9.101     |
| Distrito Nacional | 8.761 | 8.467 | 8.614    | 9.051     |
| Hato Mayor | 8.434 | 8.963 | 8.699    | 8.823     |
| Bonao | 8.932 | 8.386 | 8.659    | 8.802     |
| San Pedro de Macorís | 8.602 | 8.401 | 8.502    |           |
| Samaná | 8.396 | 8.412 | 8.404    |           |
| Valverde | 8.065 | 8.149 | 8.107    |           |
| San Juan | 8.258 | 7.64  | 8.061    |           |
| Santo Domingo Este | 7.967 | 7.944 | 7.956    |           |
| San Francisco de Macorís | 7.831 | 7.534 | 7.683    |           |

## Significado Histórico
- La Vega ganó Miss República Dominicana por la cuarta vez, la última fue Vielka Valenzuela en el 1994.
- Las provincias y municipios que colocaron en las Semifinales el año anterior fue Bonao, Distrito Nacional, San Pedro de Macorís, Santiago, y Valverde.
- Santiago colocó por el 39 años consecutivo.
- Bonao colocó por el 4 años consecutivo.
- San Pedro de Macorís colocó por el 3 años consecutivo.
- Hato Mayor última vez que se colocó fue en el 1991.
- La Vega última vez que se colocó fue en el 1994.
- San Cristóbal última vez que se colocó fue en el 1995.
- San Francisco de Macorís y San Juan última vez que se colocó fue en el 2001.
- Distrito Nacional, Samaná y Santo Domingo Este última vez que se colocó fue en el 2001.
- Las candidatas Cibaeñas dominaron las semifinales.

## Candidatas
| Representa                  | Candidata                          | Año | Altura          | Oriunda                    |
| --------------------------- | ---------------------------------- | --- | --------------- | -------------------------- |
| Azua                        | Angie Agramonte Mora               | 24  | 1,75 m (5′ 9″)  | Santo Domingo              |
| Bonao                       | Claudia Julissa Cruz Rodríguez     | 18  | 1,80 m (5′ 11″) | Santo Domingo              |
| Comunidad Dom. en N.Y.      | Sandra Maribel Fermín Rosal        | 19  | 1,73 m (5′ 8″)  | Nueva York                 |
| Comunidad Dom. en Pto. Rico | Carolin Yahaira Martínez Guerrero  | 20  | 1,80 m (5′ 11″) | Guaynabo                   |
| Distrito Nacional           | Yadira Rossina Geara Cury          | 18  | 1,84 m (6′ 0″)  | Santo Domingo              |
| Duvergé                     | Liz Fanny Emiliano Vásquez         | 20  | 1,74 m (5′ 9″)  | Santo Domingo              |
| Guaymate                    | Georgina Lisette Solano Polanco    | 23  | 1,72 m (5′ 8″)  | Santo Domingo              |
| Hato Mayor                  | Dawilda Nereyda González Cid       | 19  | 1,81 m (5′ 11″) | Santo Domingo              |
| Jarabacoa                   | Risory Christina Merán Castro      | 22  | 1,76 m (5′ 9″)  | Jarabacoa                  |
| La Altagracia               | Elena Altagracia Rivera Wilson     | 23  | 1,75 m (5′ 9″)  | Santo Domingo              |
| La Romana                   | Patricia Soriano Cabrera           | 24  | 1,70 m (5′ 7″)  | Santo Domingo              |
| La Vega                     | Larissa del Mar Fiallo Scanlón     | 20  | 1,85 m (6′ 1″)  | Santo Domingo              |
| Moca                        | Diana Esmeralda Rodríguez Vargas   | 22  | 1,82 m (6′ 0″)  | Moca                       |
| Monte Cristi                | María Onfalia Morillo Lozada       | 19  | 1,75 m (5′ 9″)  | Santo Domingo              |
| Monte Plata                 | Jane del Carmen Matos Mateo        | 20  | 1,73 m (5′ 8″)  | Santo Domingo              |
| Nagua                       | Susan Viviana González Victorio    | 21  | 1,71 m (5′ 7″)  | Santo Domingo              |
| Puerto Plata                | Mayra Cristina Cueto Tejeda        | 18  | 1,81 m (5′ 11″) | San Felipe de Puerto Plata |
| Salcedo                     | Julissa Rosalinda Ramos Ynoa       | 25  | 1,75 m (5′ 9″)  | Santo Domingo              |
| Samaná                      | Carolyne Aquino Serrano            | 18  | 1,79 m (5′ 10″) | Santo Domingo              |
| San Cristóbal               | Rita Isaura Taveras Henríquez      | 18  | 1,79 m (5′ 10″) | Santo Domingo              |
| San Francisco de Macorís    | Johabel Alma Paulino Alvarado      | 26  | 1,76 m (5′ 9″)  | San Francisco de Macorís   |
| San José de las Matas       | Marjorie Elle Padrón Lara-Dujarric | 21  | 1,78 m (5′ 10″) | Santiago de los Caballeros |
| San Juan                    | Colombia Alcántara Castillo        | 20  | 1,77 m (5′ 10″) | San Juan de la Maguana     |
| San Pedro de Macorís        | Annabelle Sosa Martínez            | 18  | 1,80 m (5′ 11″) | San Pedro de Macorís       |
| Santiago                    | Pamela Sued Chávez                 | 19  | 1,77 m (5′ 10″) | Santiago de los Caballeros |
| Santiago Rodríguez          | Keyla Raquel Marcelino Salas       | 23  | 1,82 m (6′ 0″)  | Santo Domingo              |
| Santo Domingo Este          | Anaylis Cañizares Hernández        | 18  | 1,74 m (5′ 9″)  | Santo Domingo              |
| Santo Domingo Norte         | Kenia Polanco-Silberberg Vera      | 25  | 1,71 m (5′ 7″)  | Santo Domingo              |
| Santo Domingo Oeste         | Massiel Jasziel Peña Pérez         | 23  | 1,76 m (5′ 9″)  | Santo Domingo              |
| Sosúa                       | Yinette Soraya Vallejo Medina      | 24  | 1,70 m (5′ 7″)  | Santo Domingo              |
| Tamboríl                    | Gabriela Lucía Estrella Valle      | 20  | 1,71 m (5′ 7″)  | Santiago de los Caballeros |
| Valverde                    | Yenny Franchesca Gómez Peralta     | 21  | 1,77 m (5′ 10″) | Santo Domingo              |
| Villa Altagracia            | Dairi Johanna Fortuna Mota         | 21  | 1,73 m (5′ 8″)  | Santo Domingo              |
| Villa Bisonó                | Joselyn Rosa Taveras Cabrera       | 19  | 1,79 m (5′ 10″) | Santiago de los Caballeros |
| Villa González              | Rosemery Inés Peña Herrera         | 18  | 1,80 m (5′ 11″) | Santiago de los Caballeros |

## Trivia
- Miss Distrito Nacional entraría al Miss Internacional República Dominicana 2005 y ganaría para ir al Miss Internacional. Ella entraría otra vez al Miss República Dominicana 2008.
- Miss Bonao entraría al Miss Mundo Dominicana 2004 y ganaría para al Miss Mundo y sería la Primera finalista en ese concurso.
- Miss Santo Domingo Este y Miss Villa Bisonó entraría al Miss Internacional República Dominicana 2005.
- Miss Samaná entraría al Miss Mundo Dominicana 2007 y sería segunda finalista.
- Miss Hato Mayor entraría otra vez al Miss República Dominicana 2006.